# Oekonomus
Oeconomus, œconomus, ili oikonomos (grčki οἰκονόμος, od oiko- 'kuća' i 'upravljati, pravo') je drevna grčka riječ koja znači "upravitelj" ili "domaćin". U bizantskom razdoblju izraz je korišten kao naslov upravitelje ili rizničara neke organizacije.
Primjer da se oekonomus onda rabio za označiti "upravitelja" nalazi se u Evanđelju po Luki 12:42 "Gospod Bog je odgovorio:" Tko je onda vjeran i mudar oekonomus (upravitelj), kojega gospodar stavlja na čelo da svojim slugama pravovremeno daje njihovo sljedovanje u hrani?'
U današnje vrijeme oekonomus je naslov u Rimokatoličkoj crkvi. U Zakonu o kanonskom pravu iz 1983., oekonomus je naveden kao upravitelj financijama (ekonom) dijeceze (biskupije).